# 斯塔斯庫爾 (蒙大拿州)
斯塔斯庫爾（英語：Starr School）是位於美國蒙大拿州冰川縣的普查規定居民點。

## 人口
根據2020年美國人口普查的數據，斯塔斯庫爾的面積為10.96平方千米，當中陸地面積為10.95平方千米，而水域面積為0.01平方千米。當地共有人口267人，而人口密度為每平方千米24.36人。